# 波蒂奇德蘇 (密蘇里州)
波蒂奇德蘇（英語：Portage Des Sioux）是位於美國密蘇里州聖查爾斯縣的城市。

## 人口
根據2020年美國人口普查的數據，波蒂奇德蘇的面積為1.75平方千米，當中陸地面積為1.49平方千米，而水域面積為0.26平方千米。當地共有人口335人，而人口密度為每平方千米191人。